# Тотила
Тотила (изворно име: Бадуила) био је краљ Острогота од 541. до 552. године. На власт је дошао након смрти свог ујака Илдибада и кратке владавине Ерарика. Рођен је у Тревизу. Био је рођак Теудиса, краља Визигота. Тотилина владавина била је обележена борбом против Византије током дугог и разорног Готског рата (535-554), који је вођен у разним областима Италије и Далмације.
Византијски историчар Прокопије из Цезареје који је током Готског рата био у пратњи војсковође Велизара употребљавао је за остроготског краља име Тотила, али судећи по нумизматичком материјалу његово право име било је Бадуила (готски: „ратник, борац"), док је Тотила могао бити грецизирани облик имена.

## Биографија
Животно дело Тотиле била је одбрана готског краљевства у Италији. У почетку Тотила је имао успеха и победио је трупе Јустинијана I код Февенције. После још једне победе 542. године, Тотила је напустио Тоскану и покушао је да опседне и освоји Перуђу, Сполето и Рим.
Ипак, Тотила је одустао од овог плана и окренуо се југу Италије. Ту је освојио Беневенто, а области Луканија, Брутијум, Апулија и Калабрија су се предали пред великом готском војском.
Тотилина стратегија је била да успостави контролу над сеоским деловима Италије, а да остави византијске јединице у градовима и лукама. Но, убрзо се показало да се градови сами не могу одржати. Када је освојио градове, Тотила је показао великодушност победника, нарочито у Кумама. Јустинијан је био узнемирен Тотилиним успесима, али није дозвољавао Велизару да напусти Константинопољ, плашећи се да би његови успеси угрозили сопствену популарност. У пролеће 543. године Тотила је освојио и Напуљ, који се предао јер је претила глад.
Крајем 545. године Тотила је био пред Тиволијем, и спремао се да дочека Велизара који је напокон стизао Италији у помоћ Риму коме је претила опасност. Римски папа Вигилије је побегао из Рима у Сиракузу, а Рим се предао Тотили зато што му је претила глад. Велизар није успео. 
Рим је био опљачкан, а затим се Тотила повукао у Апулију. Приликом новог покушаја да нападне Рим, Велизар је поразио Тотилу, али византијски војковођа није наставио прогон. Перуђа је пала у руке Тотиле, а Велизар је остао неактиван све док није био опозван из Италије. Године 549. Тотила је поново кренуо према Риму и освојио га поново захваљујући издаји. 
Тотила се затим бацио на пљачкање Сицилије, после чега је освојио Корзику и Сардинију. Послао је и своју флоту на Грчку. Тиме је Јустинијан I био изазван да преузме енергичне мере против Гота. Операције су поверене Нарзесу, Тотила га је напао али је био поражен и убијен у бици код Тагине јула 552. године. Иако су мање борбе настављене рачуна се да је битком код Тагине остроготска војна моћ бесповратно срушена. Тиме је Византија трајно успоставила контролу над Италијом, нарочито средњим и јужним делом Апенинског полуострва.

## Тотила и Словени
Византијски историчар Прокопије из Цезареје забележио је у својим делима неколико вести које су се односиле на присуство Словена на ширем простору Далмације за време Тотилине владавине (541-552). Када су Словени око 550. године провалили у Далмацију, за време трајања византијско-готског рата, међу Византинцима се према Прокопијевом сведочењу сумњало да је тај словенски упад био подстакнут управо од стране Тотиле. Тотилино име се касније јавља и у позном Летопису попа Дукљанина и то у склопу легендарних казивања о словенско-готским везама.